# Брендон Брукс
Бре́ндон Брукс  (англ. Brandon Brooks, 29 квітня 1981) — американський ватерполіст, олімпійський медаліст.

## Виступи на Олімпіадах
| Олімпіада  | Дисципліна | Місце |
| ---------- | ---------- | ----- |
| Афіни 2004 | водне поло | 7     |
| Пекін 2008 | водне поло | 2     |